# Anthidium loti
Anthidium loti là một loài Hymenoptera trong họ Megachilidae. Loài này được Perris mô tả khoa học năm 1852.